# O Jovem Törless
O Jovem Törless (Die Verwirrungen des Zöglings Törleß em alemão, que em uma tradução literal para o português seria As Confusões do Jovem Törless) é o romance de estreia do escritor austríaco Robert Musil, publicado em 1906.
É um típico romance de formação, contando a história de um jovem desorientado em busca de valores morais na sociedade e do que eles significam para si. O livro, que de acordo com especialistas classifica-se no expressionismo, é baseado nas experiências que Musil viveu em um internato militar em Hranice (na época pertencente à Áustria-Hungria, hoje na República Tcheca). Mais tarde, no entanto, Musil negaria que as experiências retratadas no livro foram as suas.
O livro foi escrito entre 1903 e 1905, iniciado logo após ele mudar-se para Stuttgart, em 1902, servindo em um ano de trabalho não remunerado obrigatório como assistente de professor na prestigiada Technische Hocshchule após passar com distinção nos seus exames finais e começar o curso de engenharia - um trabalho cuja monotonia o levou a começar a escrita do romance. Musil queria seguir a carreira de engenheiro, apesar de suas aspirações literárias, e por essa época passou a interessar-se por filosofia, matemáticas, física e psicologia, cursos pelos quais trocou a engenharia e mudou-se para Berlim.
Devido a seu conteúdo sexual explícito, o romance causou, em seu lançamento, espanto entre os leitores e as autoridades da Áustria-Hungria.

## Resumo do enredo
Três estudantes de um internato militar, Reiting, Beineber e Törless, o protagonista, flagram seu colega Basini roubando dinheiro de um dos três, e decidem puni-lo com suas próprias mãos ao invés de denuncia-lo às autoridades do colégio. Começam a abusá-lo, primeiro fisicamente e depois psicológica e sexualmente, ao mesmo tempo em que chantageiam-no ameaçando denunciá-lo. O tratamento abusivo que aplicam a Basini torna-se abertamente sexual e cada vez mais sádico; apesar disso, ele aguenta toda a tortura, mesmo quando, depois de ter sido privado de qualquer dignidade, ele é desacreditado por toda a turma.
As confusões morais e sexuais de Törless o levam a juntar-se à humilhação aplicada por Beineberg e Reiting a Basini; ele sente tanto atração sexual por Basini e Beineberg quanto repulsa. Ele observa e participa da tortura e do estupro de Basini enquanto diz a si mesmo que está tentando entender a lacuna que há entre o seu ser racional e o seu ser irracional e obscuro; ele é um observador perturbado e desesperado do seu próprio estado de consciência. Basini, que é homossexual, no início dos abusos sexuais, que gradualmente agravam-se, é um pouco complacente com o que seus colegas fazem consigo por ainda estar descobrindo a sua sexualidade e estar sofrendo tortura psicológica. Beinberg e Reiting aliviam-se da culpa de sentirem atração por Basini humilhando-o. Basini confessa seu amor para Törless e Törless acaba por sentir um sentimento quase que recíproco, mas por fim é repelido pela incapacidade de Basini de lutar por si. Essa aversão com a passividade de Basini frente a seus agressores quase o leva a desistir de se opôr a Beineberg e Reiting. Quando a tortura passa dos limites morais de Törless, ele secretamente aconselha Basini a se entregar do roubo para o diretor, como uma forma de sair da situação.
Uma investigação começa, mas as únicas transgressões encontradas são as de Basini. (Neste ponto o romance cai no lugar-comum das histórias sobre bullying nas escolas: a vítima acaba por ser punida enquanto os bullies permanecem incólumes.) Törless faz um estranho discurso existencialista ao corpo docente sobre a lacuna entre o racional e o irracional (“mas que apesar de tudo, as coisas simplesmente acontecem”), que acaba por confundir os docentes ainda mais. Eles decidem que o intelectual dele é avançado demais para o instituto, e sugerem a seus pais que ele seja educado em casa, uma conclusão a que ele já chegou sozinho.
Outras tramas menores entrelaçadas com a questão central do romance são a experiência de Törless com a prostituta local Božena, seu encontro com o professor de matemáticas e as reflexões sobre as atitudes de seus pais frente ao mundo.

## Leituras críticas
Uma das leituras críticas mais populares do romance é a do escritor sul-africano J. M. Coetzee, vencedor do Prêmio Nobel, que foi publicada como introdução da tradução inglesa da Penguin Books de 2001. O texto comenta o livro ao mesmo tempo em que paraleliza-o à vida de Musil e às suas outras obras, principalmente O Homem sem Qualidades.
Coetzee comenta, no início do texto, um dos temas principais do romance e que mais causou controvérsia em sua época: a sexualidade. Pelo fato de o protagonista estar em busca d“a lacuna que há entre o racional e o irracional”, a crítica habitualmente associa o livro à psicanálise, apesar de Musil ter confessado para seus amigos não gostar do culto levantado à então recém-criada psicanálise, que para ele seria algo passageiro. Outra questão delicada no modo como Musil abordou surgiu do fato de Musil ter explorado no romance o desenvolvimento da sexualidade, mostrando jovens europeus comuns com desejos e relações homossexuais.
Outro ponto bastante discutido no meio literário são os personagens Beineberg e Reitin, alunos exemplares de um internato militar europeu que passam a torturar psicologicamente de um colega indefeso. Essa atitude dos personagens é vista como uma espécie de presságio do surgimento do fascismo na Europa.
Mesmo tendo sido escrito aos 25 anos e sendo um livro de estreia, Musil nunca chegou a renegá-lo, admitindo inclusive ter impressionado-se com o que escreveu. Apesar de ter uma trama bastante diferente da de O Homem sem Qualidades, visto como o principal livro de Musil, alguns críticos, como Coetzee, afirmam que os dois livros partilham do mesmo tema central: a busca por um suporte em meio à instabilidade social.

## Legado
Em 1966, o diretor alemão Volker Schlöndorff lançou Der junge Törless, filme baseado no romance de Musil.